# ژول مانسار
ژول آردوئن مانسارت (به فرانسوی: Jules Hardouin Mansart) (۱۶ آوریل ۱۶۴۶ - ۱۱ مه ۱۷۰۸) معمار فرانسوی در دوران لوئی چهاردهم بود.

## نگارخانه

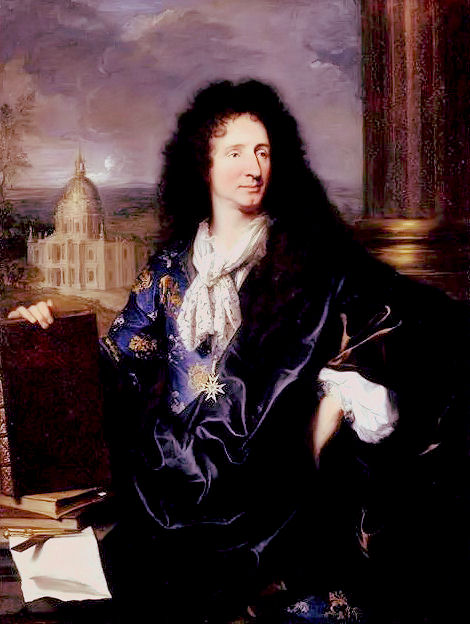
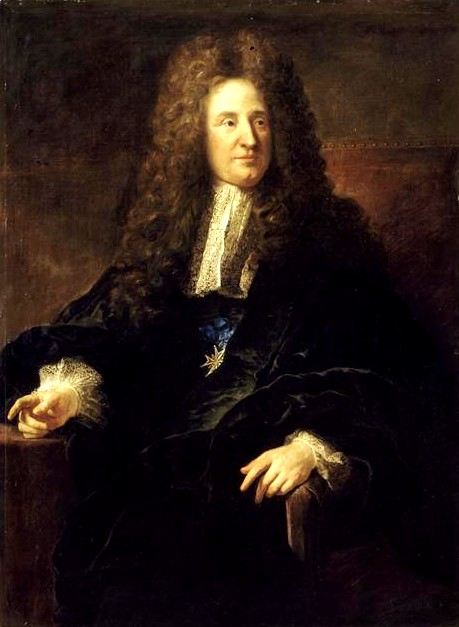
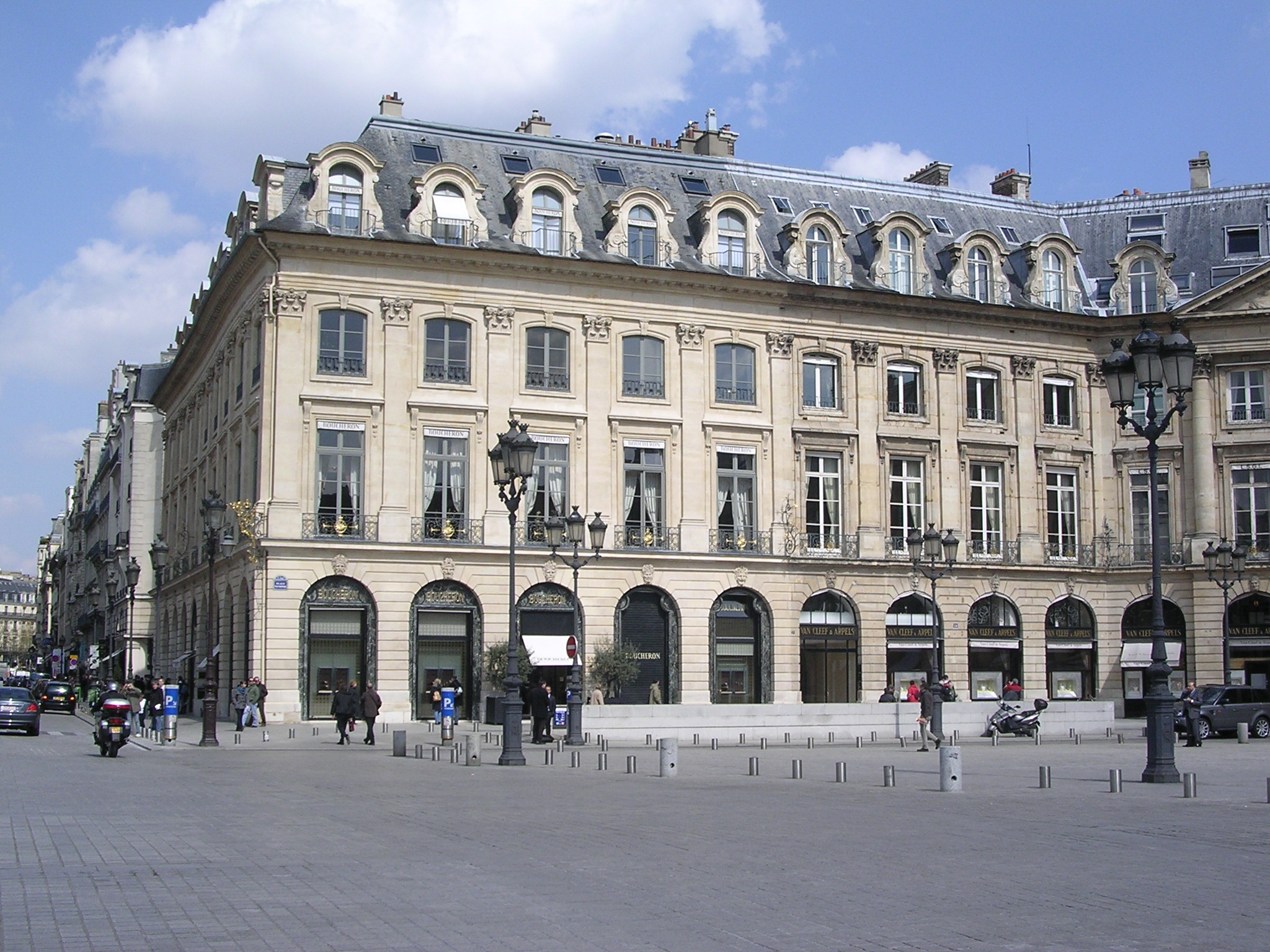
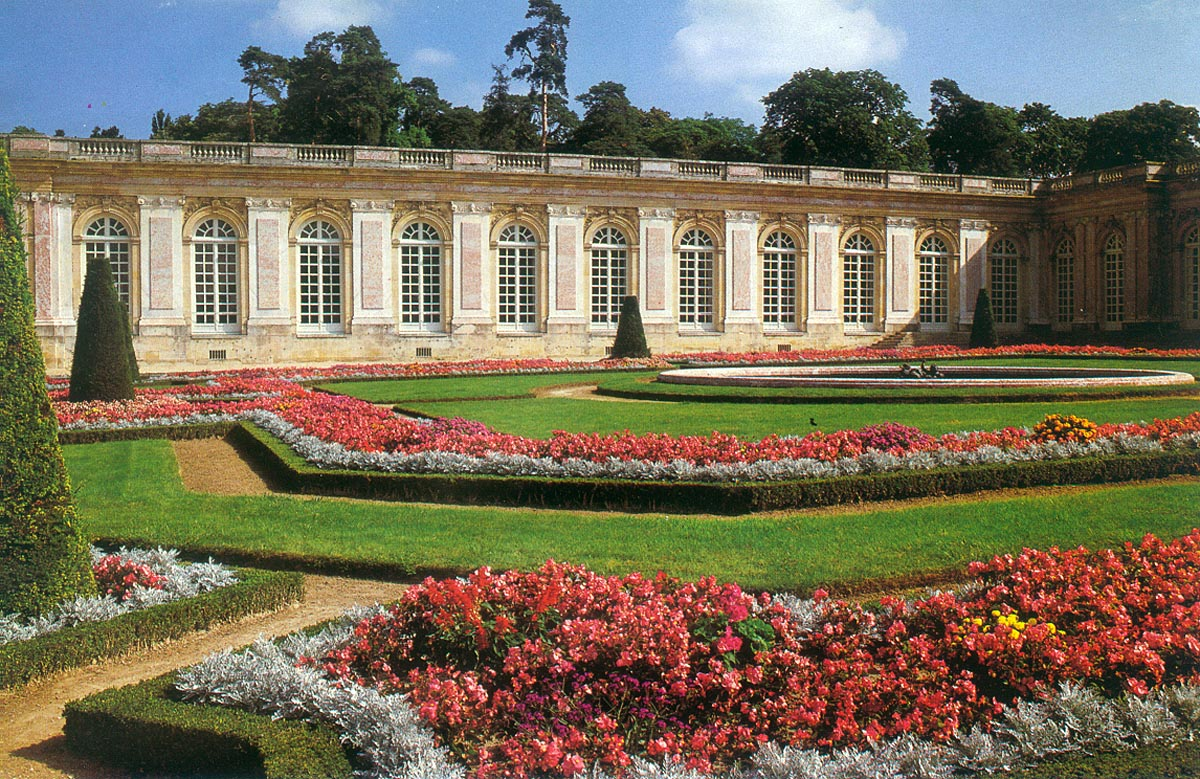
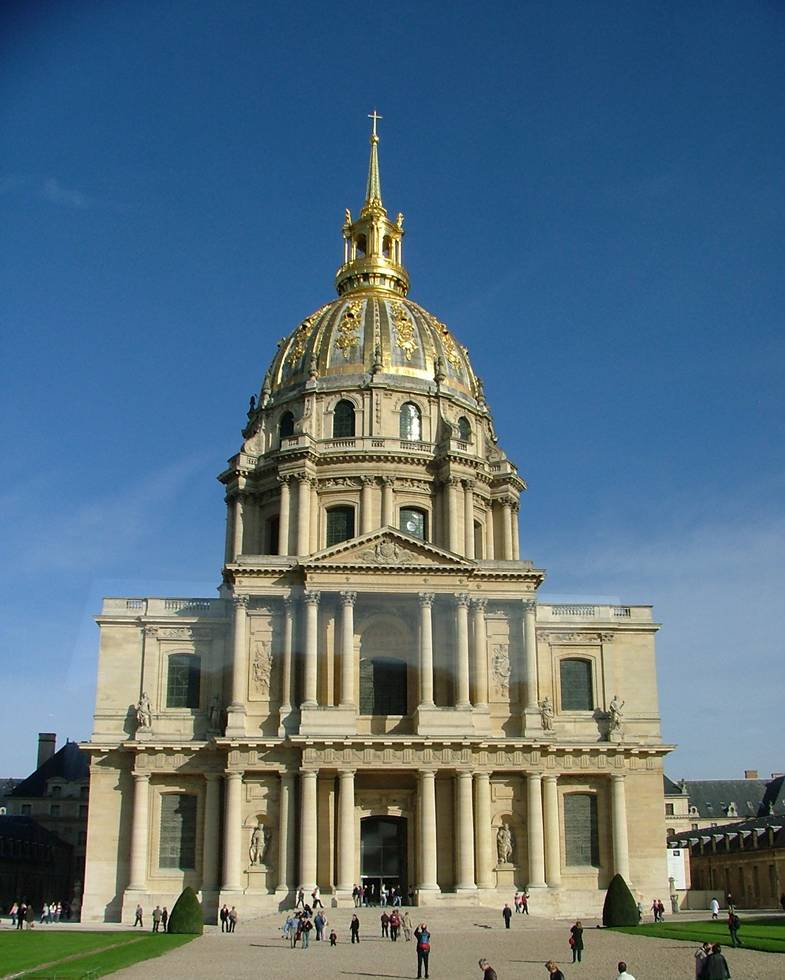